# یوربا لیندا (کالیفرنیا)
یوربا لیندا (به انگلیسی: Yorba Linda) شهری در شهرستان اورنج، کالیفرنیا ایالت کالیفرنیا است که در سرشماری سال ۲۰۱۰ میلادی، ۶۴۲۳۴ نفر جمعیت داشته است. یوربا لیندا، یکی از ثروتمندترین شهرهای ایالات متحده آمریکا است. در سال ۲۰۱۲ میلادی، این شهر کوچک به عنوان یکی از بهترین نقاط برای زندگی انتخاب شد.
ریچارد نیکسون، چهلمین رئیس‌جمهور آمریکا، اهل یوربا لیندا بود.